# Feldkirch (huyện)
Bezirk Feldkirch là một huyện hành chính (Bezirk) ở Vorarlberg, Áo.
Huyện này có diện tích 278.26 km², dân số là 98.717 người (2007), và mật độ dân số 350 người trên mỗi km². Trung tâm hành chính huyện là Feldkirch.
| Năm    | 1869  | 1880  | 1890  | 1900  | 1910  | 1923  | 1934  | 1939  | 1951  | 1961  | 1971  | 1981  | 1991  | 2001  |
| ------ | ----- | ----- | ----- | ----- | ----- | ----- | ----- | ----- | ----- | ----- | ----- | ----- | ----- | ----- |
| Dân số | 23279 | 25241 | 27083 | 30385 | 35003 | 34090 | 37580 | 38142 | 45427 | 54520 | 70329 | 78007 | 86278 | 93600 |

- Nguồn: Statistik Austria

## Phân chia hành chính
Huyện này được chia thành 24 đô thị, một trong số đó là thị xã, và 3 trong số đó là phố thị (market town).

### Thị xã
1. Feldkirch (29.855)

### Phố thị
1. Frastanz (6.308)
2. Götzis (10.454)
3. Rankweil (11.616)

### Các đô thị
1. Altach (6.103)
2. Düns (393)
3. Dünserberg (142)
4. Fraxern (652)
5. Göfis (2.981)
6. Klaus (3.021)
7. Koblach (4.030)
8. Laterns (731)
9. Mäder (3.318)
10. Meiningen (1.891)
11. Röns (295)
12. Röthis (1.919)
13. Satteins (2.516)
14. Schlins (2.234)
15. Schnifis (729)
16. Sulz (2.309)
17. Übersaxen (596)
18. Viktorsberg (388)
19. Weiler (1.874)
20. Zwischenwasser (3.153)

(dân số thời điểm ngày 1/1/2006)